# Alpage sauvage bavarois

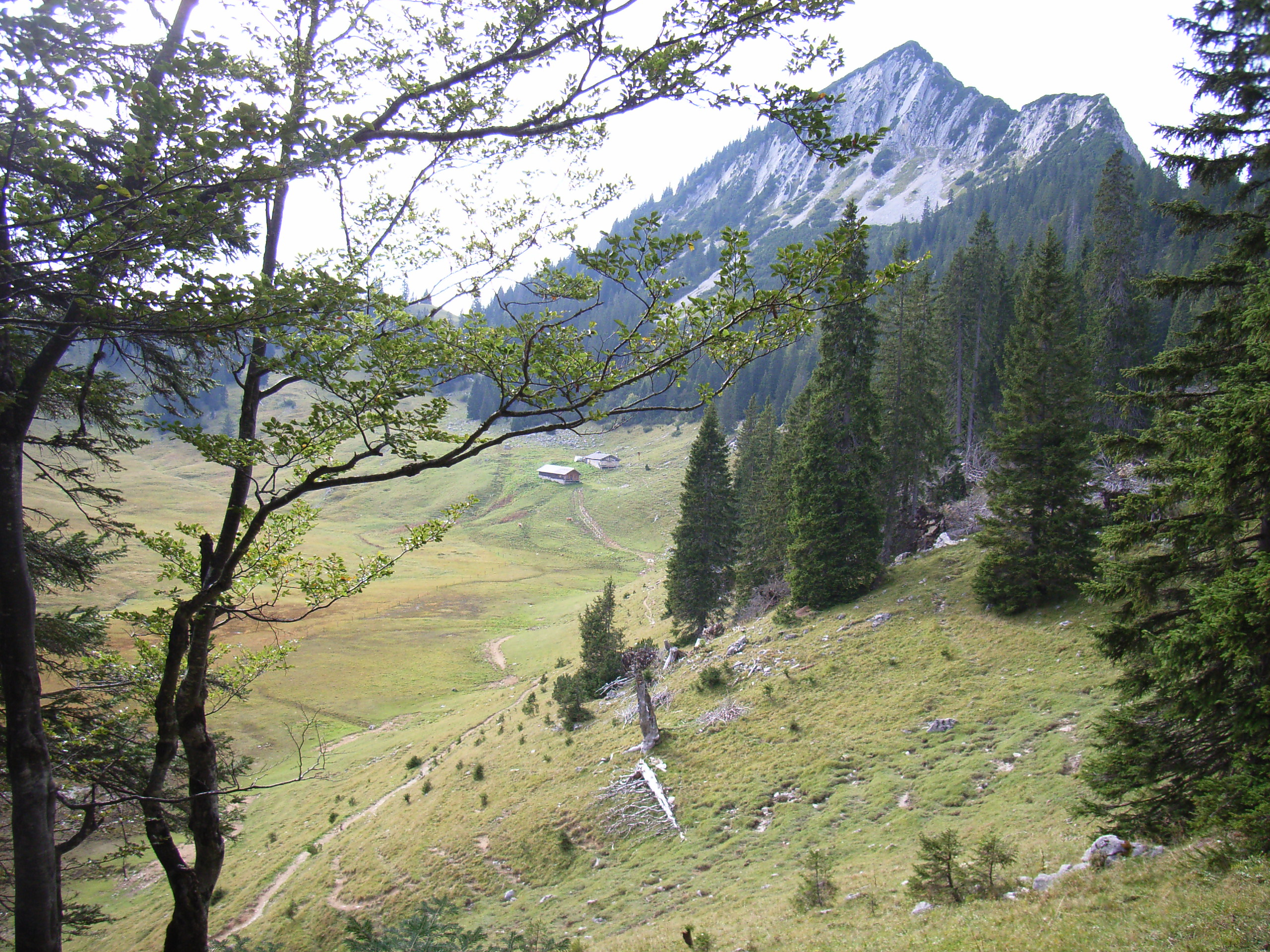
Le Wildalm bavarois.

Les Alpages sauvages bavarois (de : Bayerische Wildalm) sont des alpages sur le bord sud-est du Halserspitze à Mangfallgebirge, dans la zone municipale de la communauté de Kreuth, en Haute-Bavière, et adjacent au Tyrol dans la municipalité de Brandenberg (district de Kufstein) du Wildalmfilz. La région alpine, qui malgré son nom est en grande partie sur le territoire autrichien, est actuellement l'un des 33 territoires en Allemagne et 19e en Autriche qui sont protégés par la convention de Ramsar en tant que zone humide d'importance internationale. 

## Histoire
Il est difficile de comprendre la date exacte de l'origine des alpages d'aujourd'hui. Ce qui est certain, cependant, c'est qu'ils étaient gérés par des agriculteurs de la vallée de Kreuther qui dépendaient du monastère de Tegernsee. En raison de l'emplacement des alpages directement à la frontière entre le royaume de Bavière et l'Autriche-Hongrie, il y avait toujours des différends frontaliers concernant le droit de gestion. En 1891, une commande d'Innsbruck (K. K. Land Load Relief and Regulatory State Commission) les droits de pâturage de ces pâturages alpins qui, comme le Wildalm bavarois, étaient situés dans les zones bavaroises et tyroliennes. Les agriculteurs bavarois ont obtenu un droit de pâturage de la Commission, du 28 juin au 28 septembre pour tout le Wildalm bavarois. 
Aujourd'hui, le pâturage sauvage bavarois est accessible du côté autrichien par une route forestière. Il est toujours géré. Il y a aussi une cabane indépendante du DAV - Section Oberland sur le site. La partie autrichienne de l'alpage est également connue aujourd'hui sous le nom d'alpage Sindelsdorfer. 

## Importance du point de vue de la conservation de la nature
Le Wildalm est situé entre les Préalpes du Nord, la Zone Flysch et les Alpes calcaires du Nord. Les parties autrichienne et bavaroise de l'alpage sont protégées par la convention de Ramsar - une convention internationale sur les zones humides, en particulier en tant qu'habitat pour l'eau et les échassiers. Le facteur décisif pour la proposition d'inscription en tant qu'aire protégée a été l'existence d'une tourbière surélevée typique des Alpes calcaires et la présence de nombreuses espèces végétales menacées. La région est une vallée karstique dont la tourbière est alimentée par les inondations régulières d'un petit ruisseau et par le lixiviat des pentes de la Polje. Le ruisseau s'infiltre dans la zone du pâturage dans un grand et plusieurs petits ponors. L'aire protégée abrite des plantes typiques de la lande comme carex rostrata, carex limosa et des sphaignes. Au sud, le feutre Wildalm également protégé se connecte à l'alpage. 

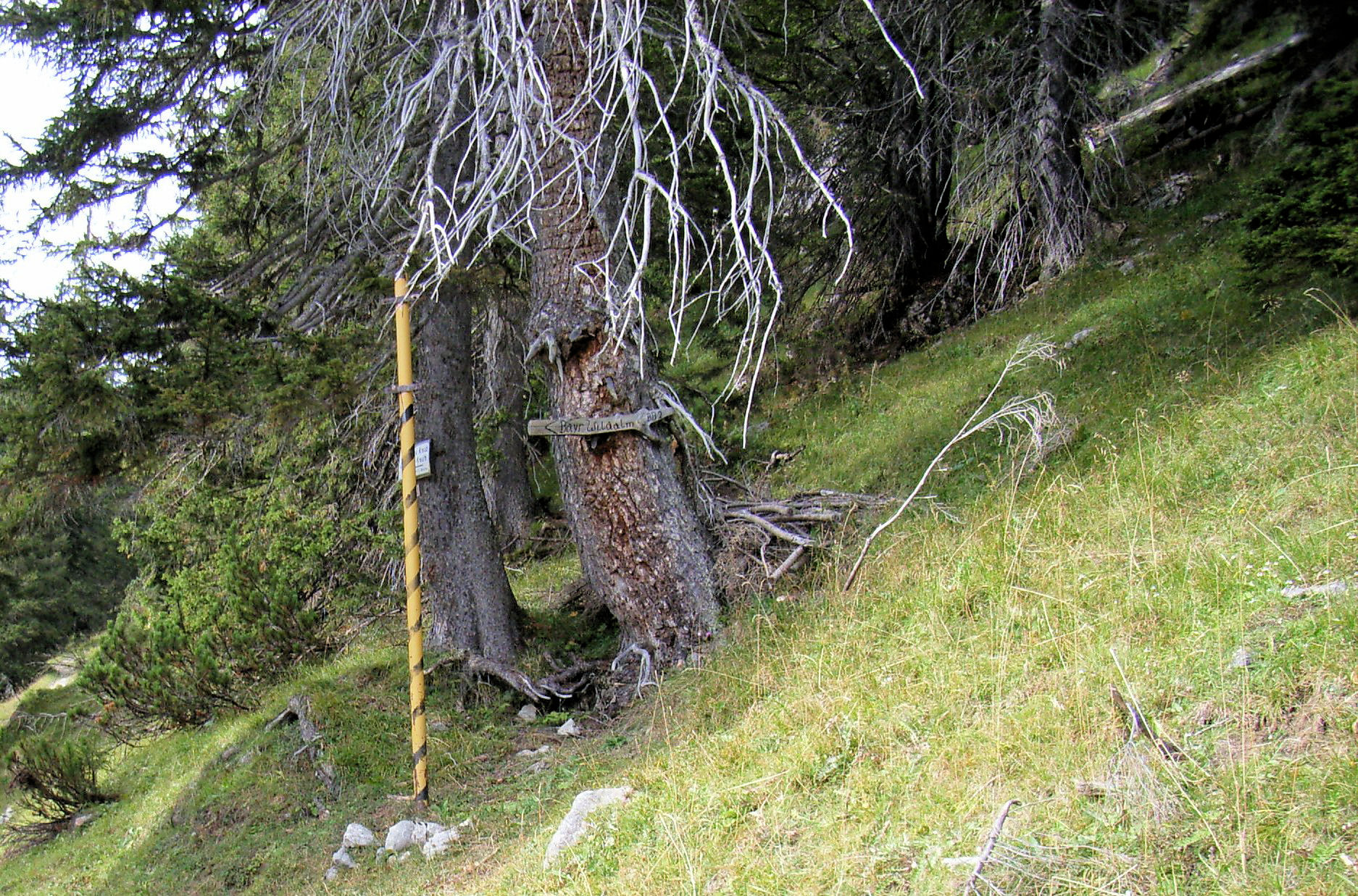
Marquage à la frontière germano-autrichienne près de l'alpage sauvage bavarois.

Détails des zones protégées Ramsar : 
|                | Autriche                        | Allemagne        | Transfrontalier         |
| Nom            | Wildalm bavarois et Wildalmfilz | Wildalm bavarois | Wildalm Austro-bavarois |
| -------------- | ------------------------------- | ---------------- | ----------------------- |
| Site Ramsar n° | 1489                            | 1723             | -                       |
| Taille         | 1430-1470 m                     | 1425-1470 m      | 1425-1470 m             |
| Superficie     | 133 ha                          | 7 ha             | 140 ha                  |
| Date           | 15 décembre 2004                | 9 octobre 2007   | 7 août 2008             |